# Нікі (Хоккайдо)

43°9′6″ пн. ш. 140°45′58″ сх. д. / 43.15167° пн. ш. 140.76611° сх. д.
Ні́кі (яп. 仁木町, にきちょう, МФА: [ɲikʲi t͡ɕoː]) — містечко в Японії, в повіті Йоїті округу Сірібесі префектури Хоккайдо. Станом на 1 жовтня 2008 року площа містечка становила 167,93 км². Станом на 31 березня 2017 населення містечка становило 3433 осіб.